# Удальцов, Александр Иванович
Алекса́ндр Ива́нович Удальцо́в (род. 5 июля 1951) — советский и российский дипломат. Чрезвычайный и полномочный посол (2004). Исполнительный директор Фонда поддержки и защиты прав соотечественников, проживающих за рубежом. Председатель Российской ассоциации прибалтийских исследований.

## Биография
Окончил исторический факультет Московского государственного университета им. М. В. Ломоносова (1973) и Дипломатическую академию МИД СССР (1985). На дипломатической работе с 1973 года.
- В 1992—1994 годах — заместитель начальника управления Департамента Европы МИД России.
- В 1994—1996 годах — заместитель директора Второго Европейского департамента МИД России.
- С 25 ноября 1996 по 13 февраля 2001 года — чрезвычайный и полномочный посол Российской Федерации в Латвии[1][2].
- С марта по июль 2001 года — исполняющий обязанности директора Второго Европейского департамента МИД России.
- В 2001—2005 годах — директор Второго европейского департамента МИД России.
- С 16 июня 2005 по 20 апреля 2010 года — чрезвычайный и полномочный посол Российской Федерации в Словакии[3][4].
- В 2010—2013 годах — посол по особым поручениям МИД России.
- С 1 октября 2013 по 16 октября 2020 года — чрезвычайный и полномочный посол Российской Федерации в Литве[5][6]. Верительные грамоты вручил 12 декабря 2013 года.

- С 20 октября 2020 года — исполнительный директор Фонда поддержки и защиты прав соотечественников, проживающих за рубежом.

## Семья
Женат, имеет сына и дочь.
Александр Иванович — сын посла СССР в Греции Ивана Ивановича Удальцова (1918—1995) и участницы Великой Отечественной войны Агнии Сергеевны Удальцовой, внук ректора МГУ Ивана Дмитриевича Удальцова (1885—1958), дядя политика Сергея Станиславовича Удальцова (род. 1977).
Сестра, Маргарита Ивановна Удальцова (1942—2023) — научный сотрудник, была в браке с доктором исторических наук Станиславом Васильевичем Тютюкиным (1935—2019).

## Санкции
23 июня 2023 года, на фоне вторжения России на Украину, Удальцов включён в санкционный список стран Евросоюза за поддержку действий которые подрывают и угрожают территориальной целостности, суверенитету и независимости Украины:

... он подчеркнул, что важно рассказать всему миру правду о преступном характере и человеконенавистнической практике киевского режима... 28 февраля 2022 года в ходе видеоконференции, организованной Международная ассоциация русскоязычных юристов Удальцов выразил свою поддержку позиции президента Путина о том, что Россия была вынуждена принять решение о признании ДНР и ЛНР и начать специальную военную операцию. Он пригласил участников конференции внести свой вклад в разъяснение позицию Москвы...— «Официальный журнал Европейского союза», Брюссель, 23 июня 2023 года

## Награды
- Благодарность президента Российской Федерации (17 июля 2000) — За большой вклад в организацию празднования 55-летия Победы в Великой Отечественной войне 1941—1945 годов и защиту прав ветеранов-соотечественников, проживающих в Латвии[8].
- Орден Дружбы (2 февраля 2009) — За большой вклад в реализацию внешнеполитического курса Российской Федерации, многолетнюю безупречную дипломатическую службу[9].
- Орден Двойного белого креста II степени (15 апреля 2010, Словакия)[10]
- Знак отличия «За безупречную службу» XL лет (23 июня 2014)
- Орден Почёта (2 июля 2021) — за большой вклад в реализацию внешнеполитического курса Российской Федерации и многолетнюю добросовестную дипломатическую службу[11].

## Дипломатический ранг
- Чрезвычайный и полномочный посланник 2 класса (18 сентября 1996)[12].
- Чрезвычайный и полномочный посланник 1 класса (5 декабря 1998)[13].
- Чрезвычайный и полномочный посол (10 февраля 2004)[14].